# King Dork
King Dork es la primera novela de Frank Portman, publicada en 2006. Una obra de literatura juvenil, narración en primera persona sigue a Tom Henderson de catorce años durante los primeros meses de su segundo año de la escuela secundaria. Tom navega las dificultades diarias de una escuela llena de compañeros crueles y administradores indiferentes, los intentos de formar una banda de rock and roll con sus amigos está cerca, negocia las complejidades de asociarse con las chicas, trata de juntar información acerca de su difunto padre a través de pistas encontradas en novelas antiguas, y evoluciona su relación con su madre, su padrastro y su hermana. Bajo el título de una canción de la banda de Portman The Mr. T Experience,  «King Dork» hace mucha referencia a bandas de rock, álbumes y músicos.    
La novela fue nombrada como uno de los Mejores Libros de Literatura Juvenil por la Asociación Americana de Libros en 2007, y la opción de hacer una película fue recogida por Gary Sánchez Productions. Fue seguido por Andromeda Klein en el 2009, el cual usó la misma herramienta de ficción pero se estable unos años más adelante y continúan diferentes personajes, y por la secuela directa, King Dork Approximately en 2014.

## Herramientas
Las novelas de Portamn tiene lugar en la Bahía de San Francisco en el ficticio condado de Santa Carla, el cual incluye las ciudades vecinas y pueblos de Holmont, Clearview, Clearview Heights, Salthaven, Salthaven Vista, Old Mission Hills, y Rancho Sans Souci. Los eventos de King Dork tiene lugar entre finales de agosto y principios de diciembre de 1999.

## Personajes
- Tom Henderson: De 14 años, el protagonista y narrador de la historia. Tom es un autoproclamado "Rey Dork": "Pequeño para mi edad, joven para mi grado, incomodo en la mayoría de situaciones, miope, flaco, torpe y nervioso y para nada bueno en los deportes".[2] En admirador del rock and roll y el rock, particularmente el bubblegum pop, hard rock, and heavy metal de los 60s y 70s.[3] No le gusta la música contemporánea popular así como la cultura y los valores de la generación del baby boomer al cual sus padres y maestros pertenecen.

- Carol Henderson-Tucci: La madre de Tom es un poco excéntrica y se cuelga en los rastros de la contracultura hippie, pensando en sí misma como sensible, virtuosa y de espíritu libre.[4] Tom encuentra la mayor parte de su conducta desconcertante y poco embarazoso, pero la ama de todas maneras.[4] Ha sido emocionalmente distante desde la muerte del padre de Tom seis años antes de los eventos de la novela, y desde entonces se ha vuelto a casar.[4][5]

- Tom Tucci: El padrastro de Tom es un hippie de mediana edad.[6] Debido a que comparten el mismo nombre, él ha intentado hacer que si hijastro lo llame Big Tom. El joven Tom, sin embargo, secretamente se refiere a él como Little Big Tom en cuenta el diminuto tamaño mayor de su Tom.[6] Little Big Tom es aficionado a dar consejos y palabras de aliento a sus hijastros, muy a su disgusto.[7]

- Amanda Henderson: La hermana menor de Tom, Amanda, nunca ha aceptado el matrimonio de su madre y espera que termine pronto en divorcio.[7] Mientras Tom se ha acostumbrado a los caprichos de su padrastro, a Amanda no le gusta la intensidad de Little Big Tom y rápidamente le da la espalda.[7]

- Sam Hellerman: Sam es solo un amigo cercano de Tom.[8] Ambos son impopulares, comparten gustos musicales similares, y aspiran a formar una banda de rock and roll juntos.[9] Sam tiene la costumbre de consumir alcohol y medicamento de prescripción robados de la madre de Tom.[9][10]

- Mr. Teone: El director principal de la Secundaria Hillmont, Mr. Teone tiene el hábito de hacer frente a Tom por su apello y saludándolo, lo cual confunde a Tom.[11]

## Adaptación de película
Los derechos cinematográficos del libro fueron opcionados por  Will Ferrell Adam McKay de Paramount/Vantage compañía productora de Gary Sánchez Productions en noviembre de 2006. En mayo de 2009 Portman reportó que un nuevo trato había sido cerrado con Sony Pictures, con Gary Sancez manteniendo su puesto como compañía productora. Seth Gordon, director de The King of Kong: A Fistful of Quarters, fue originalmente contactado para dirigir la película. En 2014, sin embargo, Portman declaró que Miguel Arteta estaría dirigiendo la adaptación cinematográfica de King Dork.